# 布庫里雍順
布库里雍顺或布庫哩雍順或布庫里英雄（穆麟德轉寫：Bukūri Yongšon，大词典轉寫：Bukuuri Yongshon），爱新觉罗氏，传说中人物，清朝皇帝的祖先。女真斡朵里部落的首任首领。他出生在长白山东北的斡朵里城，即今天吉林省敦化市（有人說是黑河市和江东六十四屯一带）。是元代首任斡朵里萬戶府萬戶。

## 传说
傳說中，恩古倫、正古倫、佛庫倫三位天女在布庫哩山下，名為布勒瑚里的湖中沐浴。所谓的湖，就是今天的长白山天池以东的天女浴躬池。
这时，忽有喜鹊用嘴衔来一个果子。最小的天女佛庫倫吞下这个果子之后，生了爱新觉罗·布库里雍顺。因此，他也被称为“天童”。
布库里雍顺漂流到「斡朵里城」，当地人推举他为「斡朵里贝勒」。布库里雍顺就把这个部落起了个名字，叫做满洲。在这之后，他就成为传说中爱新觉罗氏的始祖。
以上傳說最早出現在《舊滿洲檔》天聰九年（1635）五月初六的紀錄。事情的起因是，三等梅勒章京霸奇蘭，奉命率軍征討黑龍江虎爾哈地方。在征服了該處之後，霸奇蘭奏凱班師，帶回兩千多名虎爾哈壯丁。其中有一個人，名叫穆克希克，他在慶功宴大會中講述了這個傳說，引起了大家的注意。這段故事後來在清代的《內國史院檔》、《滿洲實錄》、《太祖武皇帝實錄》、《太祖高皇帝實錄》、《太祖高皇帝本紀》、《滿洲源流考》等官方典籍之中，都曾經記載。除了一再重述主題之外，而且還增加了一些內容，變得比較複雜。故事從三仙女入浴有身，一直說到布庫哩雍順娶伯利姑娘為妻，又當了三姓部落的貝勒等，牽扯出不少情節。不過故事雖然加長，其基本內容卻並未改變，大致上都還是按照穆克希克所說的故事為底稿而衍生出來的。
但部份學者認為，所謂的傳說其實內涵其他涵義。在滿語中，「恩古倫（enggulen）」、「正古倫（jenggulen）」、「佛庫倫（fekulen）」有可能是由「子嗣（enen）」、「父親（jeje）」、「女陰（fefe）」加上「喋喋不休（gulung）」所組合而成。所謂的三仙女很有可能指的是「兒子」、「父親」和「母親」。再根據原本的傳說推測含意是「布勒瑚里湖畔的一戶虎爾哈一家三口在湖中沐浴。父親帶著兒子洗完湖浴後因故離去，留下母親，單獨生下了第二個孩子布庫哩雍順。」整篇傳說是穆爾希克表面上頌揚滿洲部落為仙女後代，其實暗諷滿洲部落始祖布庫里雍順如同私生子一般的低賤。
另外一个传说，是关于他的后代「范嗏」。布库里雍顺的后代不会治理国家，数个世代后终酿成从众大部反叛，许多爱新觉罗家族的人被杀。但是，他的后代「范嗏」被一只神鹊所救，躲过劫难。后来，满族经过充善，妥罗、福满、觉昌安、塔克世几代领袖的统治，强盛了起来。
布庫里雍順在清朝建国后，被譽为滿族始祖，但未有尊封。

## 妻妾
- 百里女